# Burning for Buddy: A Tribute to the Music of Buddy Rich, Vol. 2
Burning for Buddy, Volume 2 è un album di tributo al batterista jazz Buddy Rich, prodotto dal batterista del gruppo rock canadese Rush Neil Peart e pubblicato il 24 giugno 1997. Esso fa seguito ad una analoga operazione realizzata nel 1994.

## Tracce
1. Moment's Notice – 3:31
Batteria di Steve Smith
2. Basically Blues – 6:08
Batteria di Steve Gadd
3. Willowcrest – 4:51
Batteria di Bill Bruford
4. In a Mellow Tone – 6:17
Batteria di Gregg Bissonette
5. Time Check – 3:47
Batteria di Dave Weckl
6. Goodbye Yesterday – 6:15
Batteria di Simon Phillips
7. Groovin' Hard – 5:29
Batteria di David Garibaldi
8. Big Swing Face – 4:27
Batteria di Kenny Aronoff
9. Standing up in a Hammock – 2:54
Batteria di Marvin “Smitty” Smith
10. Take the "A" Train – 6:11
Batteria di Joe Morello
11. One O'Clock Jump – 7:46
Batteria di Neil Peart
12. Them There Eyes – 2:33
Batteria di Steve Arnold
13. Channel One Suite – 11:34
Batteria di Buddy Rich